# Hans-Dieter Blatzheim
Hans-Dieter Blatzheim (* 1937 oder 1938 in Wachtberg; † 14. August 1985 auf dem Nürburgring) war ein deutscher Bauunternehmer und Automobilrennfahrer.

## Karriere als Rennfahrer
Blatzheim begann Anfang der 1960er Jahre seine Motorsportkarriere. Von 1962 bis 1964 startete er ausschließlich bei den 500- und 1000-km-Rennen am Nürburgring der Sportwagen-Weltmeisterschaft. Seinen ersten Klassensieg errang er 1964 dort zusammen mit Dieter Mohr in einem Martini-BMW-Rennwagen in der Prototypen-GT-850-Klasse.
Nach einer Pause fuhr Blatzheim wieder ab 1968 bis 1970 Rennen in der Markenweltmeisterschaft. Zunächst pilotierte er einen Porsche 911 S, ab 1969 einen 911 T, den er Mitte des Jahres durch einen Porsche 910 ersetzte. Ein Jahr später fuhr er mit einem Porsche 907 mehrere WM-Läufe. Beim 1000-km-Rennen von Spa-Francorchamps erreichte er mit Ernst Kraus mit dem Sieg in der 2-Liter-Prototypenklasse und dem 13. Gesamtplatz sein bestes Ergebnis in dieser Rennserie.
Außerdem trat Blatzheim ab 1970 in einigen Rennen der neu gegründeten Sportwagen-Europameisterschaft und der Interserie an. Sein größter Erfolg in der Sportwagen-Europameisterschaft war der dritte Platz beim Rennen auf dem Hockenheimring. In der Interserie erreichte er beim 300-km-Rennen von Hockenheim mit dem siebten Rang seine beste Platzierung.
Darüber hinaus fuhr er ab 1968 in vielen nationalen und internationalen Nichtmeisterschaftsrennen, in denen er mehrere Klassensiege und Podestplätze gewann. Seinen ersten und einzigen Gesamtsieg in seiner Amateurfahrer-Karriere konnte Blatzheim  1970 beim Hockenheim-Finale-Sportwagenrennen feiern. Nach diesem Rennen beendete er seine Rennfahrerkarriere.
Danach fuhr Blatzheim in den 1980er Jahren in historischen Rennen. Am 14. August 1985 starb er bei einem schweren Unfall in seinem Porsche 917/10 bei Testfahrten zum Oldtimer Grand Prix auf der Nürburgring-Grand-Prix-Strecke.

## Karriere als Unternehmer
Blatzheim übernahm 1976 die Geschäftsführung des 1931 von seinem Vater gegründeten Bauunternehmens, das nach dem Zweiten Weltkrieg durch die vielen Wohnungsbauaufträge in der Stadt Bonn profitierte. Nach seinem Tod übernahm seine Frau 1985 das noch heute bestehende Unternehmen.

## Statistik

### Einzelergebnisse in der Sportwagen-Weltmeisterschaft
| Saison | Team                  | Rennwagen               | 1   | 2   | 3   | 4   | 5   | 6   | 7   | 8   | 9   | 10  | 11  | 12  | 13  | 14  | 15  | 16  | 17  | 18  | 19  | 20  | 21  | 22  |
| ------ | --------------------- | ----------------------- | --- | --- | --- | --- | --- | --- | --- | --- | --- | --- | --- | --- | --- | --- | --- | --- | --- | --- | --- | --- | --- | --- |
| 1963   | Karl Moor             | Porsche 356             | DAY | SEB | SEB | TAR | SPA | MAI | NÜR | CON | ROS | LEM | MON | WIS | TAV | FRE | CCE | RTT | OVI | NÜR | MON | MON | TDF | BRI |
| 1963   | Karl Moor             | Porsche 356             |     |     |     | 20  |     |     |     |     |     |     |     |     |     |     |     |     |     |     |     |     |     |     |
| 1964   | Willi Martini         | Martini                 | DAY | SEB | TAR | MON | SPA | CON | NÜR | ROS | LEM | REI | FRE | CCE | RTT | SIM | NÜR | MON | TDF | BRI | BRI | PAR |     |     |
| 1964   | Willi Martini         | Martini                 |     |     |     |     |     |     |     |     |     |     |     | 29  |     |     |     |     |     |     |     |     |     |     |
| 1968   | Hans-Dieter Blatzheim | Porsche 911             | DAY | SEB | BRH | MON | TAR | NÜR | SPA | WAT | ZEL | LEM |     |     |     |     |     |     |     |     |     |     |     |     |
| 1968   | Hans-Dieter Blatzheim | Porsche 911             |     |     | 28  |     |     |     |     |     |     |     |     |     |     |     |     |     |     |     |     |     |     |     |
| 1969   | Hans-Dieter Blatzheim | Porsche 911 Porsche 910 | DAY | SEB | BRH | MON | TAR | SPA | NÜR | LEM | WAT | ZEL |     |     |     |     |     |     |     |     |     |     |     |     |
| 1969   | Hans-Dieter Blatzheim | Porsche 911 Porsche 910 |     |     |     | 13  |     | 25  | 22  |     |     | 14  |     |     |     |     |     |     |     |     |     |     |     |     |
| 1970   | Hans-Dieter Blatzheim | Porsche 907             | DAY | SEB | BRH | MON | TAR | SPA | NÜR | LEM | WAT | ZEL |     |     |     |     |     |     |     |     |     |     |     |     |
| 1970   | Hans-Dieter Blatzheim | Porsche 907             |     |     | DNF | 17  |     | 13  | DNF |     |     |     |     |     |     |     |     |     |     |     |     |     |     |     |